# Milasa
Milasa (Mylassa o Mylasa, griego Μύλασσα, o Μύλασα) fue la principal ciudad de Caria, región del Asia Menor. Corresponde a la actual ciudad turca de Milas, en la provincia de Muğla, capital del distrito homónimo.
Estaba situada en una llanura fértil al oeste del país, al pie de una montaña, abundante en mármol blanco, del que eran construidos los templos (los principales los de Zeus Osogo y Zeus Labrandeno) y algunos edificios.
Surgió de un asentamiento micénico c. de 1500 a. C.. Gozó de importancia a inicios del siglo IV a. C., como sede del sátrapa Hecatomno, hasta que en siglo IV a. C. la capital de Caria fue trasferida de Mausolo a Halicarnaso. Estrabón dice que su puerto estaba a poca distancia y se llamaba Fisco (Physcus). El geógrafo yerra, pues Fisco se halla muy lejos. Su fondeadero era Pasala, la actual ciudad de Sazik.
Conquistada por Alejandro Magno, fue enseguida sometida por los tiranos locales seléucidas. 
En el año 188 a. C., después de la guerra con Antíoco III el Grande, los romanos la declararon ciudad libre porque poco antes había negado ayuda a los reyes macedonios Filipo V de Macedonia y Demetrio Poliorcetes. Pronto estalló la guerra con sus vecinos euromios y Milasa obtuvo la victoria y conquistó algunas ciudades de sus enemigos, pero después se hubo de someter a Rodas. En 129 pasó a formar parte de la provincia romana de Asia, al mismo tiempo que Rodas. 
En tiempos de Estrabón vivían allí dos famosos oradores, Eutidemo e Hibreas. Este último se enfrentó con Quinto Labieno y hubo de huir a Rodas; Labieno marchó con un ejército contra Milasa y la ciudad sufrió una fuerte destrucción, pero después fue reconstruida.
Cerca de las ruinas está la ciudad turca de Milas. La mayoría de los edificios de mármol fueron desmontados para reutilizar el material en la construcción de mezquitas. Fuera de la población se alza un mausoleo quizás del siglo I a. C..